# Гравишкис, Владислав Ромуальдович
Владислав Ромуальдович Гравишкис (1909, Рига — 1969, Миасс) — советский писатель, член Союза писателей СССР.

## Биография
Родился в литовской семье столяра. Во время Первой мировой войны, когда на Ригу в 1915 наступали кайзеровские войска, семья переехала сначала в Пермь, потом под Екатеринбург, где отец стал работать на Ново-Лялинском деревообрабатывающем заводе. В Омске окончил семилетнюю школу в 1923, тогда же написал свой первый рассказ в местную газету. С 13 лет работал подпаском, с 14 — подёнщиком у разных хозяев. Позже стелил полы, работал полировщиком на фабрике. Попытался поступить в ремесленное училище, чтобы стать слесарем, однако не был принят по причине близорукости. Только в 18 лет у него появились очки. В 1925 вступил в комсомол, в 1926 перешёл на библиотечную работу, где прошёл все карьерные ступени, от книгоноши до заведующего кабинетом библиотековедения и заместителя директора окружной библиотеки. Параллельно с библиотечной работой писал в газеты. Невзирая на слабое зрение в молодости, увлекался ездой на мотоцикле, фотографией, устраивал на городских пустырях красочные фейерверки.
В 1930 семья переехала в Миасс, где работал и учился в вечерней школе. После этого сменил несколько городов, где работал в газетах: Миасс, Златоуст (газета металлургического завода), Иркутск (в 1933). Потом два года работы в редакции газеты на строительстве завода имени Орджоникидзе в Челябинске, где заочно окончил среднюю школу в 1935, и в том же году вернулся в Миасс. В Миассе работал в редакции газеты «Миасский рабочий». Начинал литературным сотрудником, потом был заведующим отделом, редактором, корреспондентом областной газеты «Челябинский рабочий».
В 1930 в журнале «Сибирские огни» вышла его повесть «Экзамен», где главными героями были библиотекари, связанные с революцией. В 1936 его сценарий «Вольный старатель» был одобрен на Всесоюзном конкурсе. С начала 1950-х все его книги связаны с Миассом (именуемым Собольском, соответственно река Миасс поименована Соболкой) и его окрестностями. Для взрослых он написал «Миасскую долину», «Где золото роют в горах», «Три кило золота», «Есть на Урале завод», «Собольск-13». В 1949 областным комитетом ВКП(б) его исключали из партии «за совместное проживание с фанатично религиозной матерью», и хотя через год всё же восстановили, при этом оставили выговор. В 1951 его приняли в Союз писателей СССР.
Но самыми популярными были его книги для детей. Например, его повесть «Трое с Горной улицы» (не переиздавалась) получила поощрительную премию на Всесоюзном конкурсе Детиздата. Известность принесла Гравишкису его книга для детей и подростков «Гвардии Красной сын» (Челябинск, 1958; доработана и ещё раз издана в 1962). Герой повести Витя Дунаев, его прототип — шестнадцатилетний герой гражданской войны из Миасса — Федя Горелов, казненный белыми в 1918 на горе Моховой. Книга была очень хорошо принята ребятами. В Челябинске есть памятник «Орлёнку», и герой книги Гравишкиса — один из тех, кому поставлен этот памятник. В книге «Большое испытание Серёжи Мерсенева» подросток пережил трагедию, потерял ногу, но не сдался — не случайно и фамилия у мальчика похожа на фамилию лётчика-героя Маресьева. Когда в Миассе строился автозавод, написал повесть «Машина ПТ-10», которая подверглась критике. Впоследствии появилась повесть «На озере Светлом», которая сначала печаталась в журнале «Пионер», потом вышла отдельными изданиями, а также передавалась по центральному радио, и о которой хорошо отзывались писатели С. П. Алексеев и С. А. Баруздин («Урал», № 7, 1959).

Почти 35 лет руководил городским литературным объединением и очень много помогал молодым авторам. Из этого объединения вышел поэт Н. И. Година, почётный гражданин города Мисса, и он же стал следующим руководителем городского литобъединения «Ильменит» с 1967. Также одно время В. Р. Гравишкис был членом редакционной коллегии альманаха «Южный Урал». В последние годы Владислав Ромуадьдович тяжело болел, у него был туберкулёз, инфаркт. Накануне своего шестидесятилетия он писал своему другу, М. П. Аношкину: 
«День рождения у меня довольно нескладный — 30 апреля, в предпраздничную суету. Боюсь я этой юбилейной суеты. Хотел бы её избежать, да сам не знаю, как…»
 Он «избежал», не дожив до своего шестидесятилетия всего 13 дней. Похоронен писатель на старом кладбище Миасса у Свято-Троицкой церкви. Его могила совсем недалеко от могилы Ф. Я. Горелова, которому В. Р. Гравишкис посвятил рассказ «Красной Гвардии сын». На доме № 42 на центральной магистрали города, проспекте Автозаводцев (ранее — проспект Сталина), где он жил, висит мемориальная доска с его именем.

## Творчество
- Гравишкис В. Р. Машина «ПТ-10» (1952). Повесть.
- Гравишкис В. Р. Большое испытание Серёжи Мерсенева (1955). Повесть.
- Гравишкис В. Р. Миасская долина (1959). Сборник: Рассказы и очерки.
- Гравишкис В. Р. Где золото роют в горах (1964). Сборник: Маленькие повести и рассказы.
- Гравишкис В. Р. Собольск-13 (1966). Сборник: Повесть, рассказы.
- Гравишкис В. Р. Под уральскими звёздами (1968). Сборник.

## Память
- 25 ноября 1970 на фасаде дома № 42 по проспекту Автозаводцев где жил писатель, установлена мемориальная доска.[3]